# Pascal Lussier
Pascal Lussier, född 13 september 1991, är en kanadensisk roddare.
Lussier tävlade för Kanada vid olympiska sommarspelen 2016 i Rio de Janeiro, där han slutade på 8:e plats i scullerfyra. Övriga i roddarlaget var Julien Bahain, Robert Gibson och Will Dean.